# Tetrastigma
Tetrastigma (Tetrastigma) je rod rostlin z čeledi révovité. Jsou to úponkaté liány převážně s dlanitě složenými listy a jednopohlavnými drobnými květy. Rod zahrnuje asi 70 druhů a je rozšířen v Asii, Austrálii a Oceánii. Druh Tetrastigma voinierianum je pěstován jako vzrůstná pokojová liána. Rostliny rodu tetrastigma jsou hostitelé raflézií a některých dalších parazitických nezelených rostlin z čeledi rafléziovité. V tropických zemích mohou některé druhy tetrastigmy patřit mezi invazivní rostliny.

## Popis
Tetrastigmy jsou dřevnaté nebo výjimečně bylinné liány s úponky. Listy jsou střídavé, obvykle dlanitě až znoženě složené, složené ze 3 až 7 lístků, zřídka jednoduché. Úponky jsou jednoduché nebo rozdvojené, u některých zástupců i dlanitě větvené.
Rostliny jsou nejčastěji dvoudomé nebo mnohomanželné. Květenství jsou úžlabní okolíky, polycházia nebo složené vrcholíky. Květy jsou pravidelné, čtyřčetné, drobné. Korunní lístky jsou volné, obvykle kápovité a někdy růžkaté. Tyčinky jsou krátké, v samičích květech zakrnělé. V samčích květech je dobře vyvinut květní terč, v samičích je málo patrný. Blizna je obvykle 4 ramenná, řidčeji nepravidelně členěná, nasedající na krátkou čnělku až téměř přisedlá. Bobule jsou kulovité, elipsoidní nebo obvejcovité a obsahují 1 až 4 semena.

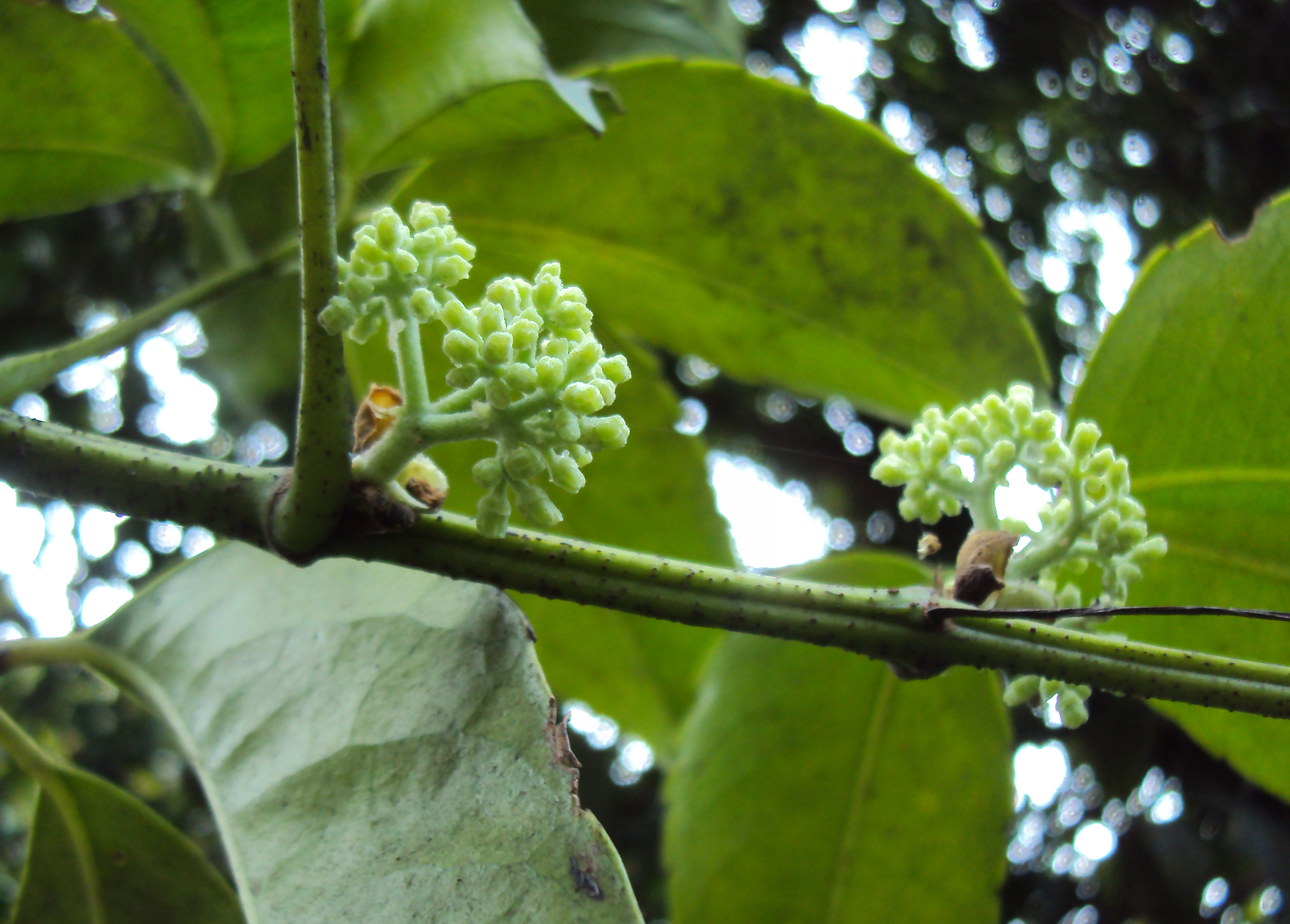
Kvetoucí Tetrastigma leucostaphylum
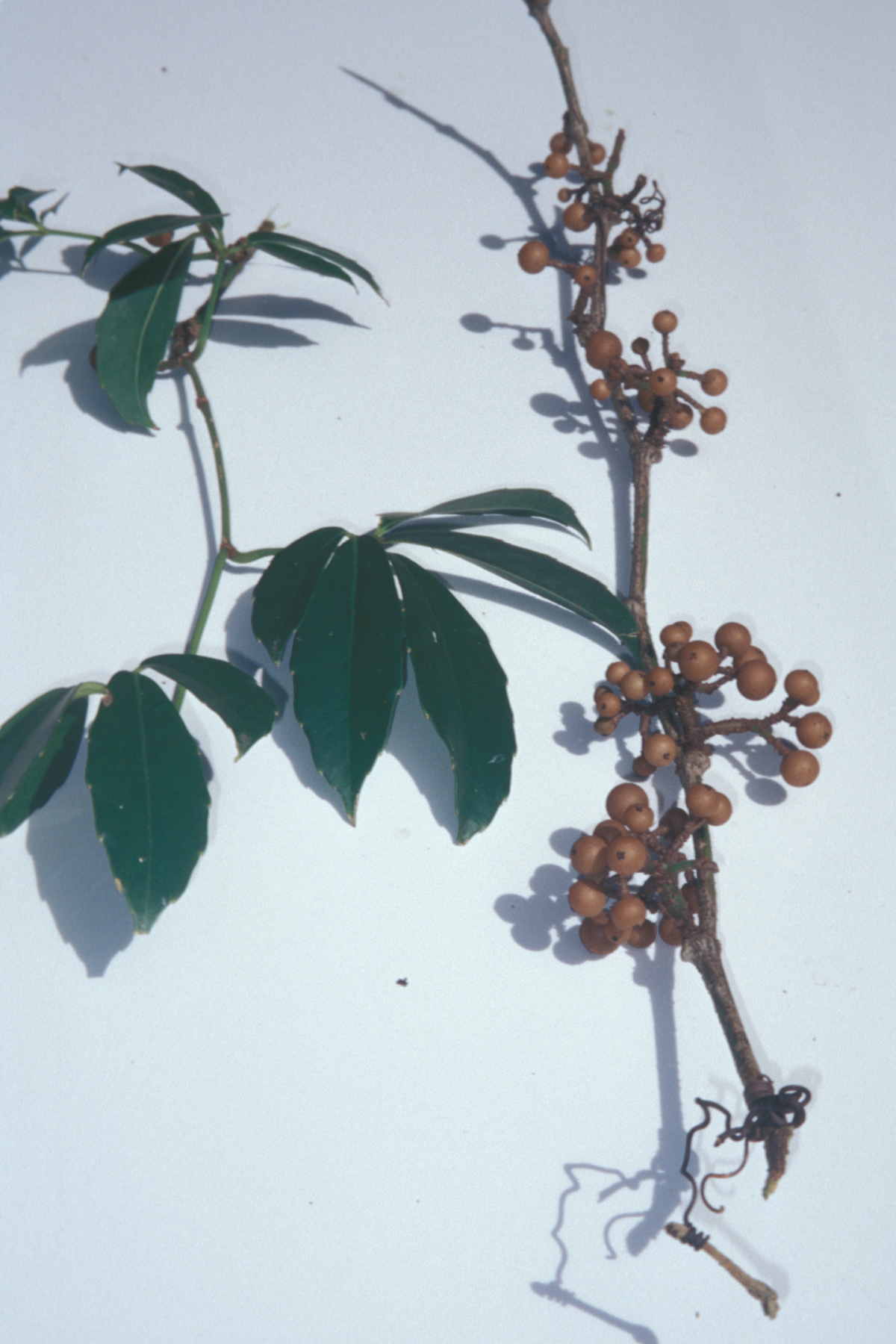
Plodná větévka Tetrastigma pubinerve
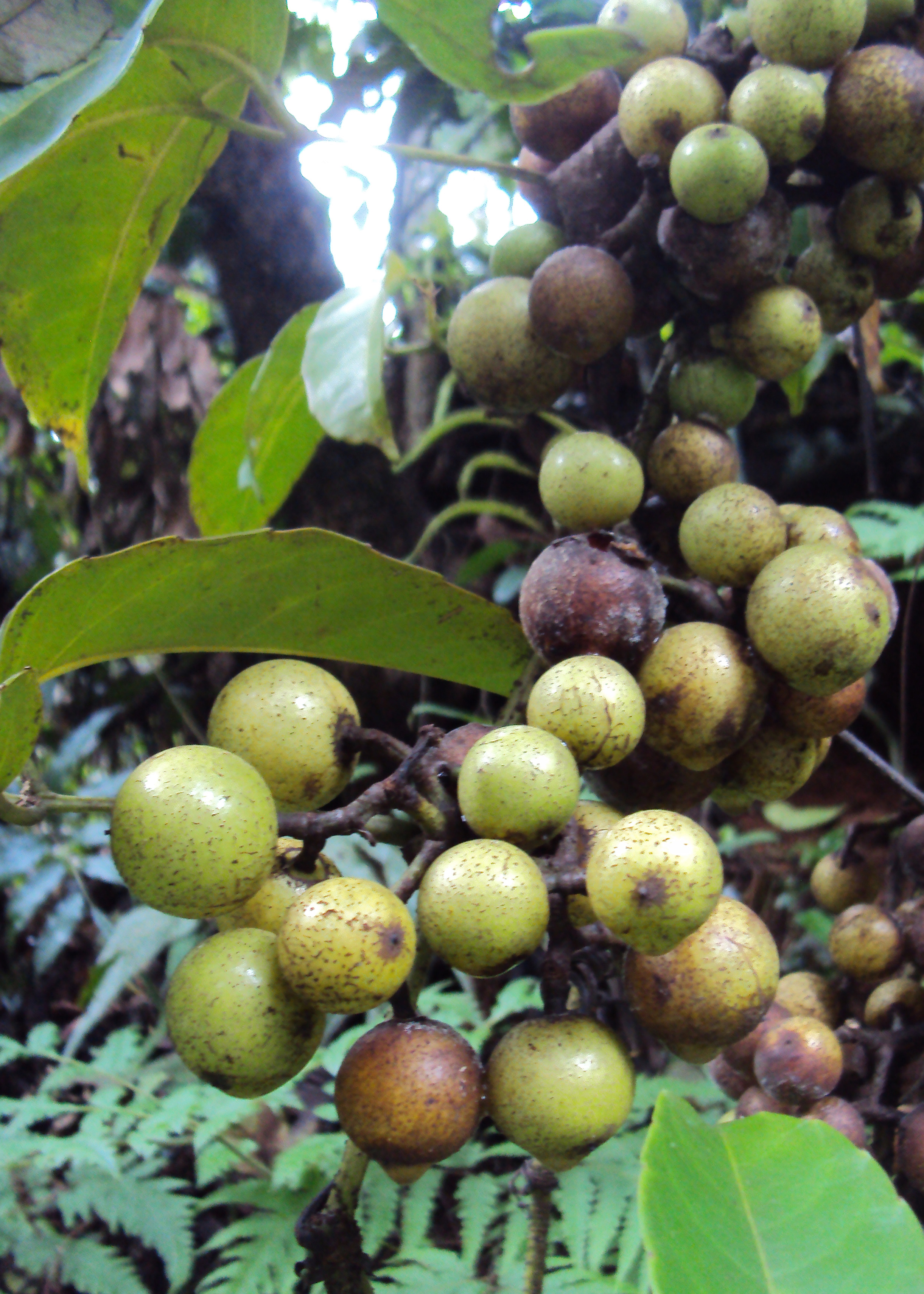
Plody Tetrastigma leucostaphylum

## Rozšíření
Rod tetrastigma zahrnuje asi 70 až 100 druhů. Je rozšířen v Asii, Austrálii a na ostrovech Oceánie. V Číně roste 44 druhů, z toho 24 endemických. Z Austrálie je uváděno 5 druhů, které rostou pouze ve východní či severovýchodní části kontinentu.

## Ekologické interakce
Na kořenech lián rodu tetrastigma parazitují jako obligátní parazité nezelené rostliny z čeledi rafléziovité: raflézie (Rafflesia), Sapria himalayana a Rhizanthes zippelii.

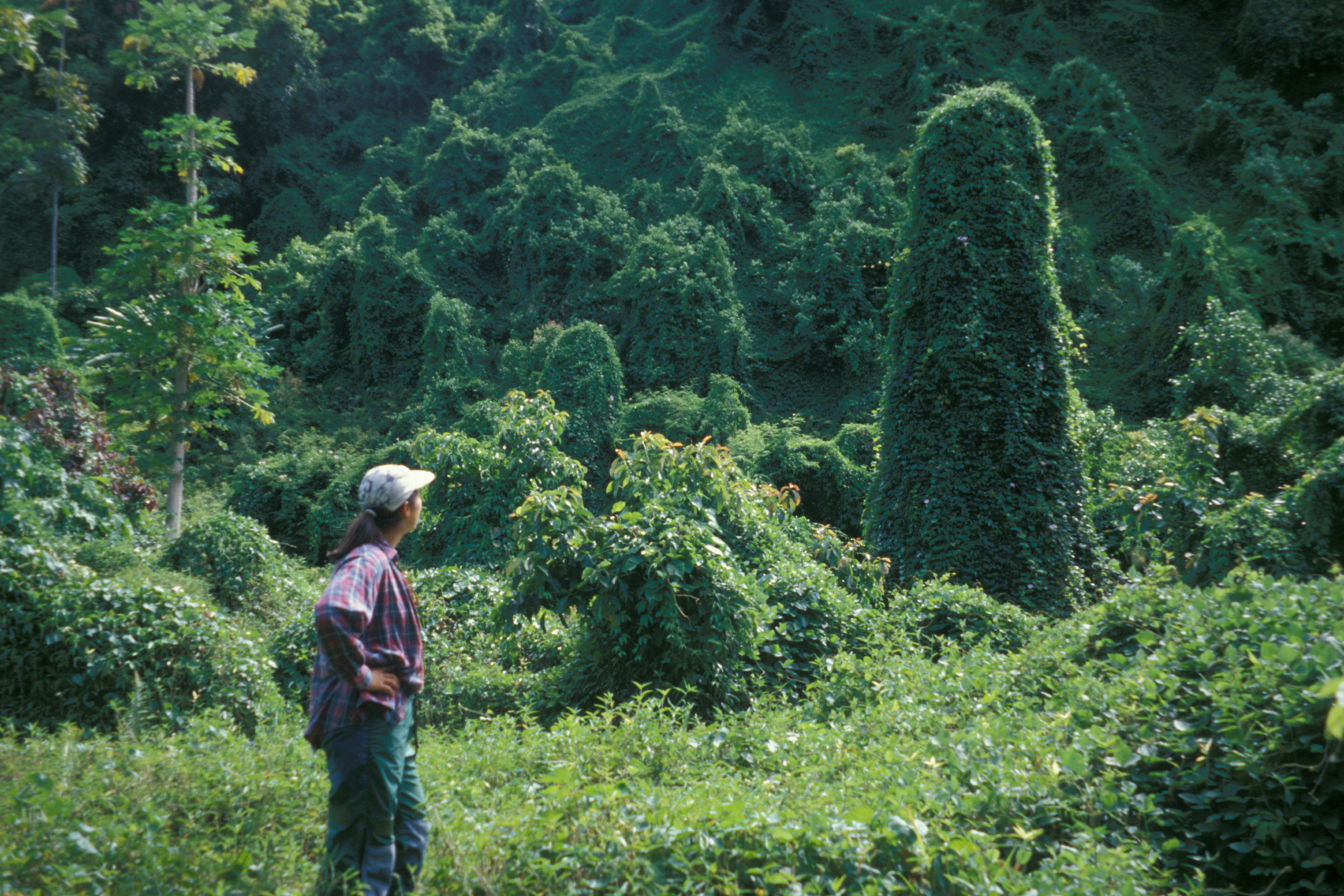
Tetrastigma pubinerve jako invazní rostlina na Havaji

## Význam
Druh Tetrastigma voinierianum je pěstován jako vzrůstná pokojová liána, snášející i silnější zastínění. Pochází z jižní Asie. Druhy Tetrastigma voinierianum a Tetrastigma pubinerve náležejí na Havaji mezi invazivní rostliny. U druhu Tetrastigma serrulatum bylo zjištěno protirakovinné působení.

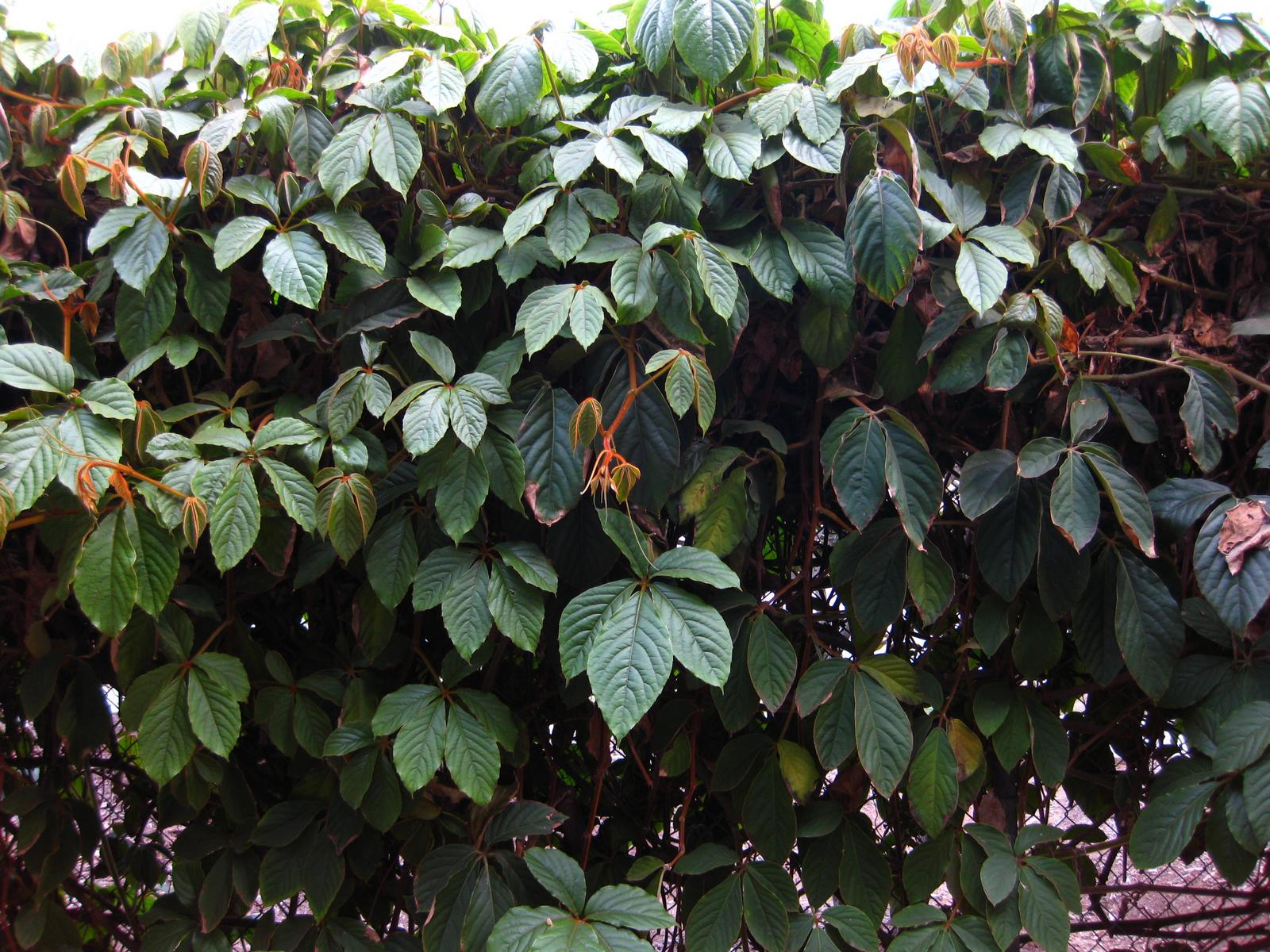
Tetrastigma voinierianum